# 光蜥
光蜥（学名：Ateuchosaurus chinensis）为石龙子科光蜥属的爬行动物。分布于越南以及中国大陆的福建、江西、广东、海南、广西、贵州等地，常栖息于低山区的山脚树木落叶间以及水塘边浅草丛或住宅附近竹林下。其生存的海拔范围为340至500米。该物种的模式产地在中国。其种加词“chinensis”意为“中国的”。

## 保护
本种于2023年被收录入《有重要生态、科学、社会价值的陆生野生动物名录》。